# BDA Duszanbe
BDA Duszanbe (tadż. Клуби футболи БДА Душанбе) – tadżycki klub piłkarski, mający siedzibę w stolicy kraju, Duszanbe.

## Historia
Chronologia nazw:
- 2002: BDA Duszanbe (ros. БДА Душанбе)

Piłkarski klub BDA został założony w miejscowości Duszanbe w 2002 roku i reprezentował Państwową Inspekcję Ruchu Drogowego (tadż. Бозрасии Давлатии Автомобилии, ros. Госавтоинспекция). W 2002 zespół debiutował w rozgrywkach Wyższej Ligi Tadżykistanu. W debiutowym sezonie zajął 5. miejsce w końcowej klasyfikacji. Po zakończeniu sezonu 2004 klub został rozformowany.

## Sukcesy

### Trofea międzynarodowe
Nie uczestniczył w rozgrywkach azjatyckich (stan na 31-12-2015).

### Trofea krajowe
| \| \| Zdobyte trofea w rozgrywkach Tadżykistanu (stan na: 31-12-2015) \| |                                                                 |      |            |
| Rozgrywki                                                                | Osiągnięcie                                                     | Razy | Sezon(y)   |
| Mistrzostwo                                                              | I miejsce                                                       | 0    |            |
| Mistrzostwo                                                              | II miejsce                                                      | 0    |            |
| Mistrzostwo                                                              | III miejsce                                                     | 0    |            |
| Mistrzostwo                                                              | 5. miejsce                                                      | 2    | 2002, 2004 |
| Puchar                                                                   | zdobywca                                                        | 0    |            |
| Puchar                                                                   | finalista                                                       | 0    |            |
| II liga                                                                  | I miejsce                                                       | 0    |            |
| II liga                                                                  | II miejsce                                                      | 0    |            |
| II liga                                                                  | III miejsce                                                     | 0    |            |
| Tadżykistan                                                              | Zdobyte trofea w rozgrywkach Tadżykistanu (stan na: 31-12-2015) |      |            |

## Stadion
Klub rozgrywał swoje mecze domowe na Centralnym stadionie republikańskim (były stadion im. Frunze, Pamir) w Duszanbe, który może pomieścić 21 400 widzów.

## Piłkarze
Znani piłkarze:
- Hikmat Fuzajlow
- Suhrob Hamidow
- Aleksandr Mukanin